# Tytus Korczyk

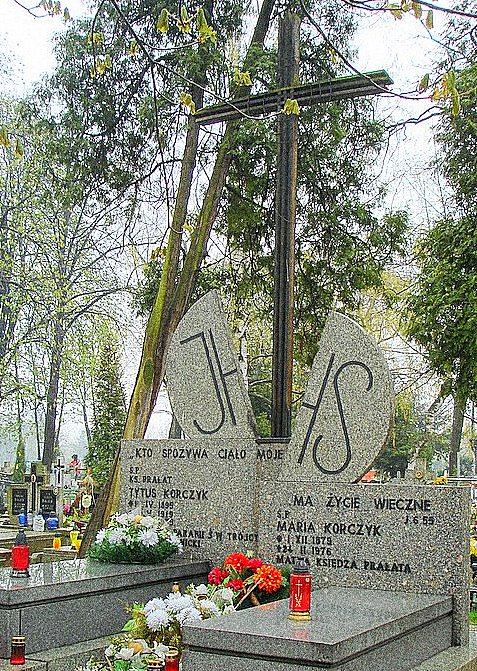
Legnica, cmentarz komunalny, grób ks. prałata Tytusa Korczyka i jego matki Marii Korczyk

Tytus Korczyk (ur. 15 kwietnia 1895 w Kołomyi, zm. 4 grudnia 1975 w Legnicy) – polski ksiądz katolicki, wieloletni proboszcz parafii rzymskokatolickiej pw. Trójcy Świętej w Legnicy.
Urodził się w rodzinie kolejarskiej. W 1913 roku zdał egzamin dojrzałości. Absolwent Wydziału Teologicznego Uniwersytetu Jagiellońskiego w Krakowie. 19 maja 1919 przyjął święcenia kapłańskiez rąk abp Józefa Bilczewskiego. Duszpasterską posługę sprawował na wschodzie II Rzeczypospolitej, m.in. w Stanisławowie, Haliczu, Delatyniu i Bitkowie.
W grudniu 1945 r. objął probostwo w parafii pw. Matki Bożej Różańcowej w Jasieniu k. Żar. Wraz z innymi polskimi przymusowymi wysiedleńcami z Bitkowa przywiózł ze sobą część przedmiotów liturgicznych oraz figurę Matki Boskiej Niepokalanego Poczęcia.
W 1958 r. został proboszczem parafii Trójcy Świętej w Legnicy, zaś w 1971 r. Honorowym Kanonikiem Kapituły Metropolitalnej (godność tę nadał mu biskup wrocławski Bolesław Kominek). W 1975 r. papież Paweł VI wyróżnił go tytułem Kapelana Honorowego Ojca Świętego. Zmarł w Legnicy. 7 grudnia 1975 r. uroczystościom pogrzebowym przewodniczył ks. bp. Wincenty Urban. Żegnały go tłumy. Został pochowany na Cmentarzu Komunalnym (F1/3/10). Jego grób ma charakterystyczny lastrykowy nagrobek. To połamana na pół Hostia, ze środka której wyłania się krzyż. Prałat spoczął obok swojej matki, którą się opiekował, a która przeżyła go o dwa miesiące.

## Uhonorowanie
Imieniem Tytusa Korczyka Rada Miejska w Jasieniu uchwałą nr XLVII/336/10 z dnia 23 sierpnia 2010 r. nazwała ulicę w Jasieniu.